# Lernakert
Lernakert (armeniska: Լեռնակերտ) är en ort i Armenien. Innan 15 juli 1948 hette orten Sjirvandzjugh. Den ligger i provinsen Sjirak, i den västra delen av landet, 60 kilometer nordväst om huvudstaden Jerevan. Lernakert ligger 1 985 meter över havet och antalet invånare är 1 306.
Terrängen runt Lernakert är huvudsakligen kuperad, men åt sydväst är den platt. Närmaste större samhälle är Maralik, 6,1 kilometer väster om Lernakert.
Trakten runt Lernakert består i huvudsak av gräsmarker. Runt Lerrnakert är det ganska tätbefolkat, med 129 invånare per kvadratkilometer.